# ASD Terranova Terracina Beach Soccer
Maillots
L'ASD Terranova Terracina Beach Soccer est un club italien de beach soccer basé à Terracina et fondé en 1999.
La mascotte de club est un Terre-neuve (Terranova en italien) qui apparait sur le logo.

## Histoire
L'ASD Terranova Terracina Beach Soccer est la première équipe de beach soccer italienne. Né en 1999, lorsque les événements Ventaclub promeuvent cette nouvelle discipline et organisent le premier championnat d'Italie de beach soccer. C'est alors qu'un groupe d'amis ayant en commun la passion pour le football de sable, joué à Terracina depuis la fin des années 70, décident de commencer à pratiquer le beach soccer. Fondée en 1999, Terracina devient grâce à Carlo Guarnieri une association sportive en 2002, la première association sportive amateur italienne, elle a pour objet la diffusion du beach soccer.
Le club remporte son premier titre en 2003 bien que le championnat ne devienne officiel que l'année suivante.
En 2011, il est renommé Feragnoli Terracina Beach Soccer et, sous la direction technique d'Emiliano Del Duca, remporte consécutivement la Coupe d'Italie contre l'ASD Catania Beach Soccer (5-2), le championnat en finale contre le Colisée (6-4) et également la Supercoupe d'Italie en battant son grand rival le Milano Beach Soccer pour un triplé historique en remportant ses 16 matchs joués toutes compétitions confondues.
Le 3 février 2012, la famille Feragnoli arrête son parrainage et le club retrouve son nom initial. La saison 2012 commence comme d'habitude avec la Coupe d'Italie où le Terracina échoue en demi-finale contre Viareggio BS. En Serie A, les Biancoazzuri se qualifient pour la finale après avoir battu Catanzaro (4-2). Les terracinesi remportent entre-temps leur troisième Supercoupe d'Italie consécutives en venant à bout de l'ASD Catania Beach Soccer par 7 buts à 3. Le 19 août 2012, le Terracina réalise le doublé en battant 7-4 le Viareggio BS,.
En 2013, Terranova Terracina perd en finale de championnat contre le Milano Beach Soccer.

## Palmarès
- Championnat d'Italie de beach soccer (3)
  - Champion en 2011, 2012 et 2015
  - Finaliste en 2008 et 2013
  - 3e en 2005, 2007 et 2009
- Coupe d'Italie de beach soccer (3)
  - Vainqueur en 2011, 2014 et 2015
- Supercoupe d'Italie de beach soccer (3)
  - Vainqueur en 2011, 2012, 2013

## Personnalités du club

### Organigramme
- Bureau[2] :
  - Président : Simone Gallo
  - Vice-président : Simone Reggio
  - Administration : D'Onofrio, Guarnieri, Reggio
  - Manager général : Venancio D'Alessio
- Staff technique :
  - Entraineur : Emiliano Del Duca
  - Formateur : Paul La Rocca
  - Physiothérapeute : Pasquale Colantuono

### Effectif 2013
| N° | Nom                  | Poste          |
| -- | -------------------- | -------------- |
|    | Stefano Spada        | Gardien        |
|    | Pierluigi Minchella  | Gardien        |
|    | Angelo D'amico       | Défenseur      |
|    | Simone Feudi         | Défenseur      |
| 8  | Stéphane François    | Défenseur      |
| 20 | Alessio Frainetti    | Latéral droit  |
|    | Matteo Olleia        | Latéral droit  |
| 18 | Francesco Corosoniti | Latéral gauche |
| 7  | Simone Olleia        | Latéral gauche |
|    | Llorenç Gómez        | Attaquant      |
| 11 | Paolo Palmacci       | Attaquant      |
| 9  | Philipe Borer        | Attaquant      |
|    | Valerio Del Duca     | Attaquant      |